# Пейтон, Гэри Юджин
Гэ́ри Ю́джин Пе́йтон (англ. Gary Eugene Payton; род. 20 июня 1948, Рок-Айленд) — астронавт США. Совершил один космический полёт на шаттле в качестве специалиста по полезной нагрузке: STS-51C (1985) «Дискавери».

## Биография
Родился 20 июня 1948 года в городе Рок-Айленд, штат Иллинойс. В 1966 году окончил среднюю школу в Рок Айленде. Проучился один год в Университете Бредли, а затем поступил в Академию ВВС США в Колорадо-Спрингс, штат Колорадо. В 1971 году окончил Академию ВВС и получил степень бакалавра наук по авиационной технике. В 1972 году в Университете Пердью в городе Лафайетт в Индиане получил степень магистра наук по аэрокосмической технике.

## До полёта
На службе в ВВС с 1972 года. Прошёл лётную подготовку на базе ВВС Крэйг в Алабаме, и в 1973 году стал военным лётчиком. Затем служил пилотом-инструктором на этой же базе. В 1976—1980 годах служил инженером-испытателем космической техники на авиабазе ВВС на мысе Канаверал. Последней должностью Гэри Пейтона в ВВС стала должность заместителя начальника Организации по организации обороны от баллистических ракет с применением перспективных технологий. Отвечал за разработку и проведение испытаний таких демонстраторов новых технологий, как DC-X, Clementine и сверхлёгких перехватчиков. Имеет налёт более 1 080 часов на самолётах T-37, T-38 и T-39. Воинские звания: капитан (в 1979 году), майор ВВС (в 1985 году), полковник ВВС (с 1995 года — в отставке).

## Космическая подготовка
В августе 1979 года был зачислен в первую группу военных астронавтов (MSE: Manned Spaceflight Engineer Program) ВВС США. Прошёл Курс общекосмической подготовки (ОКП) с февраля 1980 по декабрь 1981 года. В июле 1982 года был назначен на подготовку к полёту STS-10. Однако из-за проблем с разгонным блоком IUS, возникшим в апреле 1983 года, полёт по программе STS-10 был отменён, а его полезная нагрузка — спутник «Магнум», принадлежащий Агентству национальной безопасности, был переведён на полёт по программе STS-51C. Летом 1983 года Гэри Юджин Пейтон был утверждён в качестве основного специалиста по полезной нагрузке в экипаже STS-51C.

## Космический полёт
- Первый полёт — STS-51C[3], шаттл «Дискавери». C 24 по 27 января 1985 года в качестве пилота. Продолжительность полёта составила 3 суток 1 час 34 минуты[4].

Общая продолжительность полётов в космос — 3 суток 1 час 34 минуты. Ушёл из группы астронавтов MSE в 1985 году. Принимал участие в 11-м наборе астронавтов НАСА в 1985 году. Был одним из 59 финалистов набора, вызванных на недельное медицинское обследование и собеседование в Космический центр имени Линдона Джонсона. Но в отряд НАСА зачислен не был.

## После полёта
Пришёл на работу в НАСА после отставки из ВВС в 1995 году. Возглавил программу создания многоразовых ракет-носителей, в рамках которой руководил созданием и испытаниями DC-XA, X-33 и X-34. С октября 1996 года по июль 2000 года работал заместителем главного администратора (директора) НАСА по вопросам разработки новых средств выведения на орбиту. Уволился из НАСА в июле 2000 года. В июле 2000 года был назначен вице-президентом по вопросам эксплуатации и технического обеспечения корпорации.

## Награды и премии
Награждён: Медаль «За космический полёт» (1985).

## Семья
Жена — Сью Кемпбелл, дочь — Кортни.